# جانگ گیون سوک
این یک نام کره‌ای است؛ نام خانوادگی جانگ است.
جانگ گیون سوک (کره‌ای 장근석) (زاده ۴ اوت ۱۹۸۷) بازیگر، خواننده و مدل سرشناس اهل کشور کره جنوبی است.
یکی از بهترین بازی‌های وی در فیلم switch بوده‌است که در دو نقش سادوچان (کلاهبردار) و بک جون سو (دادستان) بازی کرده‌است. وی در سال ۲۰۰۹ در سریال تو زیبایی در نقش هوانگ تکیونگ بازی کرد.
و سریال جدید او در سال 2023 chronicales of crime(طعمه) است

## زندگی شخصی
جانگ گیون سوک تنها فرزند خانواده، در سن ۵ سالگی کار خود را به عنوان یک مدل آغاز کرد. هنگامی که والدین او قصد فروش منزل خود را داشتند، خریداری که به منزل آن‌ها آمده بود وقتی گیون سوک را دید به پدر و مادرش توصیه کرد که او می‌تواند به عنوان یک مدل، آینده درخشانی داشته باشد.
او فعالیت خود را ۴ سال بعد (سال ۱۹۹۷) در شبکه HBS در برنامه‌ای به نام (selling happiness) آغاز کرد و کار خود را در تلویزیون به عنوان یک کودک مدل ادامه داد.
در دوران دبیرستان گیون سوک با شنیدن صدای خواننده پاپ و گروه راک ژاپنی ken hirai و larc-en-ciel شروع به یادگیری این زبان نمود و به نیوزلند سفر کرد تا بتواند زبان انگلیسی را نیز بیاموزد. هر چند که گیون سوک مایل بود تحصیلاتش را در نیوزلند ادامه دهد اما پیشنهاد بازی در سریال nonstop4 در شبکه MBC او را به کره بازگرداند.
بعد از نقش آفرینی در این سریال گیون سوک مدام فکر می‌کرد بازیگری به تنهایی برایش کافی نیست و تصمیم گرفت که خود را به یک بازیگر ثابت تبدیل کند. در سال ۲۰۰۵ نقشی که گیون سوک به عنوان پسر رئیس‌جمهور در درام پربینندهlovers in parague که از شبکه SBS پخش شد باعث شد که او بتواند خود را به عنوان چهره‌ای خاص در نگاه طرفداران درام‌های کره‌ای مطرح کند.
در سال ۲۰۰۶ پیشرفت بسیار بزرگی در زندگیش رخ داد و او بر روی پرده سینما در فیلم ترسناک ژاپنیone missed call final خوش درخشید و به علت تجربه قبلی او و آشناییش با زبان ژاپنی گیون سوک توانست با ستاره‌های ژاپنی بدون هیچ مشکلی ارتباط برقرار کند او همچنین ۳ ماه قبل از آغاز این فیلم شروع به یادگیری زبان اشاره (مخصوص ناشنوایان) برای نقشش به عنوان پسر ناشنوا در این فیلم کرد. نقش بعدی او در یک درام تاریخی به نام Hwan jin yi بود که از شبکه KBS۲ پخش شد و نقش او در این درام مورد توجه بسیاری از طرفداران خانم قرار گرفت.
در سال ۲۰۰۷ گیون سوک نقشی را در یک فیلم با تم موسیقی راک به نام The happy life بازی کرد. نقش hyeon-ju در این فیلم به گیون سوک اجازه داد تا سحر مردانگیش را و همین‌طور مهارت و هنرش را به عنوان یک خواننده به همگان نشان دهد. او همچنین در دو کار در زمینه موسیقی در سال ۲۰۰۸ ایفای نقش کرد، که این فیلم‌ها DO RE MI FA SO LA SI DOو درام تلویزیونی Beethoven virus که از شبکهMBC پخش شد، هستند. نقش بعدی گیون سوک در سال ۲۰۰۹ در فیلم مهیج the case of itaewon homicide بود که اولین نقش او به عنوان یک تبه کار را نشان می‌داد. این فیلم بر اساس یک داستان واقعی است که در یک مغازه همبرگر فروشی در itaewon کره جنوبی رخ داده‌است.
او همچنین در فیلم Hong Gil Dong که در شبکه KBS پخش شد در نقش پرنس Lee Changhwi، و فیلم ME AND BABY ایفای نقش کرده‌است.
او برای اولین بار به عنوان یک خواننده کره‌ای آهنگ LET ME CRY توسط شرکت Pony Canyon در تاریخ ۲۷ آوریل ۲۰۱۰ را در ژاپن منتشر کرد. این آهنگ در اولین هفتهٔ انتشار با فروش ۱۱۹٫۱۴۹ کپی نفر اول چارت Oricon single در ژاپن شد. او برای اولین بار به عنوان یک غیر ژاپنی در نمودار اول شد و این باعث برنده شدن جایزه بهترین هنرمند جدید مرد در Gold Disc Awards در ژاپن در سال ۲۰۱۰ شد.
با پایان ماه سپتامبر ۲۰۱۱ جانگ گیون سوک اولین آلبوم چینی خود را با عنوان H Vol.۱ در چین و سراسر آسیای شرق منتشر کرد.
جانگ به همراه دوست موسیقیدان خود (Big Brother(大兄弟/jung kurt گروهی با نام TEAM H ایجاد کرد.
آلبوم H Vol.۱ دارای ۴ آهنگ و آهنگ پیشرو آن GOTTA GETCHA است.
بنا بر گزارش رسیده اشعار این آهنگ را جانگ گیون سوک نوشته‌است و همه دارای ریتم قوی و رپ قدرتمندی هستند.
این آلبوم دارای یک ویدئو برای همین آهنگ با پشت صحنه‌های جالب است.
در همان سال جانگ گیون سوک قبول کرد تا در نقش حیوان خانگی در فیلمی کره‌ای برگرفته از سریال ژاپنی با نام YOU'RE MY PET بازی کند. این فیلم در سال ۲۰۱۱ منتشر شد.
در ۱۸ ژانویه ۲۰۱۲ شرکت Oricon اعلام کرد گیون سوک آلبوم تازه‌ای را منتشر خواهد کرد. این آلبوم در ۲۱ مارس منتشرشد و فقط در ژاپن قابل دسترس بود. این آلبوم ۷ آهنگ به سبک راک داشت. در ۲۳ فوریه ۲۰۱۲ رسانه (HS (韩星经纪 در صفحهٔ رسمی WEIBO گروه TEAM H اعلام کرد که گروه نخستین جایزه خود را با آلبوم EP Lounge H Vol. ۱ بدست آورده‌است.
در سال ۲۰۱۲ جایزه بالاترین رکورد فروش و بهترین آلبوم کره‌ای توسط Hong Kong Record Sales Awards اعلام شد.
این آلبوم در سرزمین چین، تایوان، هنگ کنگ فروش چشمگیری داشت.
سریال تلویزیونی LOVE RAIN با بازی گیون سوک و یونا (GIRL'S GENERATION) در شبکه KBS۲ از ۲۶ مارس تا ۲۹ می پخش شد.
جانگ گیون سوک در پایان ماه می ۲۰۱۲ یک آلبوم دیگر ژاپنی تحت عنوان JUST CRAZY منتشر کرد.
این آلبوم در Oricon daily singles chart با فروش ۵۳٫۰۰۰ نسخه نفر اول شد. جانگ گیون سوک اولین مردی است که برای ۲ بار در Oricon اول شد
در ۱۰ ژوئن، سوکی کتاب آشپزی خود را تحت عنوان (Love Recipe) منتشر کرد که شامل ۲۰ دستورالعمل، مقاله و عکس است.

## فیلم‌شناسی

### فیلم‌ها
| سال  | عنوان                                                                         | نقش                                     | شبکه       |
| ---- | ----------------------------------------------------------------------------- | --------------------------------------- | ---------- |
| ۱۹۹۸ | Hug (포옹)                                                                    | Won Joo                                 |            |
| ۲۰۰۰ | مدرسه۳                                                                        | برادر کوچک ترکانگ وون سئوک              |            |
| ۲۰۰۱ | Ladies Of The Palace / Women's World (여인천하)                               | young Jeong Ryeom                       | SBS        |
| ۲۰۰۱ | داستان۴ خواهر                                                                 | Yeong Hoon                              | MBC        |
| ۲۰۰۲ | پرتقال                                                                        | خودش                                    |            |
| ۲۰۰۲ | The Great Ambition (대망)                                                     | young Park Shi-yeong                    | SBS        |
| ۲۰۰۳ | بدون توقف۴                                                                    | Jang Keun-Suk                           | MBC        |
| ۲۰۰۵ | عاشقان در پاراگوئه                                                            | Yoon Gun-hee                            | SBS        |
| ۲۰۰۶ | Alien Teacher / Alien Sam (에일리언샘)                                        | Bong Saem (Luxurious)                   | Tooniverse |
| ۲۰۰۶ | هوانگ جین ای                                                                  | Kim Eun Ho                              | کی‌بی‌اس۲    |
| ۲۰۰۸ | قهرمان                                                                        | Lee Chang Hwi                           | کی‌بی‌اس۲    |
| ۲۰۰۸ | ویروس بتهون                                                                   | Kang Geon Woo (Trumpet)                 | MBC        |
| ۲۰۰۹ | تو زیبایی                                                                     | هوانگ تاکیونگ                           | SBS        |
| ۲۰۱۰ | مری شب بیرون ماند                                                             | کانگ موگیول                             | کی‌بی‌اس۲    |
| ۲۰۱۱ | Ikemen desu ne (美男ですね)                                                   | as Himself / Gunsoku (Cameo, Episode 8) | TBS        |
| ۲۰۱۲ | The Center of the New Hallyu, I Am Jang Keun Suk (신한류의 중심, 나는 장근석) | Jang Keun Suk                           | کی‌بی‌اس۲    |
| ۲۰۱۲ | Sekai no Purinsu e! Chan Gunsoku ~ 24 sai no Sugao~                           | Jang Keun Suk                           | Fuji TV    |
| ۲۰۱۲ | باران عشق                                                                     | Seo In Ha & Seo Joon                    | کی‌بی‌اس۲    |
| ۲۰۱۳ | پسر زیبا                                                                      | Dok Go Ma Te                            | کی‌بی‌اس۲    |
| ۲۰۱۶ | قمارباز سلطنتی                                                                | دائه گیل                                | SBS        |
| ۲۰۱۸ | سوئیچ تغییر جهان                                                              | سا دوچان_بک جون سو (دونقش)              | SBS        |
| ٢٠٢٣ | طعمه                                                                          | کو دو هان                               |            |

| سال  | عنوان                                             | نقش               | یادداشت |
| ---- | ------------------------------------------------- | ----------------- | --- |
| ۲۰۰۳ | The Owl Museum                                    | Lee Jung Woo      | فیلم کوتاه |
| ۲۰۰۶ | یک تماس از دست رفته: نهایی (Chakushin Ari: Final) | An Jinu           | فیلم ترسناک ژاپنی |
| ۲۰۰۷ | زندگی شاد                                         | Park Hyeon-jun    | Award, see Awards section below |
| ۲۰۰۸ | دو ر می فا سل لا سی دو (도레미파솔라시도)         | Shin Eun-gyu      | نقش اصلی |
| ۲۰۰۸ | من و بچه                                          | Han Joon-Su       | نقش اصلی |
| ۲۰۰۸ | Crazy Waiting                                     | Park Won-jae      | نقش اصلی |
| ۲۰۰۹ | پروندهٔ قتل ایتاوان (이태원 살인사건)              | Robert J. Pearson | به عنوان یک کره‌ای-آمریکایی بازی کرد و در تمام طول فیلم انگلیسی صحبت کرد. (فیلم روایتگر یک داستان واقعی در ایتاوان است.) Award, see Awards section below |
| ۲۰۱۱ | تو حیوان خانگی منی                                | In Ho / "Momo"    | |
| ۲۰۱۸ | انسان، فضا، زمان و انسان                          | آدم               | به کارگردانی کیم کی دوک |

### موزیک ویدئو
| Year | Title                                              |
| ---- | -------------------------------------------------- |
| ۲۰۰۸ | "Black Engine" (debut single)                      |
| ۲۰۰۸ | "We Can Make It" (with Tim Hwang and Son Ho Young) |
| ۲۰۰۹ | "Toucholic"                                        |
| ۲۰۰۹ | "Just Drag"                                        |
| ۲۰۱۰ | "Magic Drag" (with Hyorin (SISTAR))                |
| ۲۰۱۱ | "Let Me Cry"                                       |
| ۲۰۱۲ | "Crazy Crazy Crazy"                                |
| ۲۰۱۲ | "Can't Stop" (with Team H)                         |
| ۲۰۱۲ | "Abracadabra"                                      |
| ۲۰۱۲ | "Stay"                                             |
| ۲۰۱۳ | "Nature Boy"                                       |
| ۲۰۱۳ | "I See You (ICU)" (feat. پارک مین یونگ)            |
| ۲۰۱۳ | "I Just Wanna Have Fun" (with Team H)              |
| ۲۰۱۳ | "Beautiful Change" (with Team H)                   |
| ۲۰۱۳ | "Feel The Beat" (with Team H)                      |
| ۲۰۱۳ | "(What is Your Name?" (with Team H                 |
| ۲۰۱۴ | "Dream Journey in Jeju" (with پارک شین-هه)         |
| ۲۰۱۴ | "(Raining on the Dance Floor" (with Team H         |
| ۲۰۱۴ | "(Take Me" (with Team H                            |
| ۲۰۱۵ | (Hidamari(Monochrome                               |

Darling Darling
l want to hold you
Voyage